# Santi Sebastiano, Rocco, Antonio abate e Carlo Borromeo
I Santi Sebastiano, Rocco, Antonio abate e Carlo Borromeo o i Quattro santi è un dipinto a olio su tela di Francesco Capella realizzato nel 1767 per la chiesa di San Martino di Gorno. Il restauro del dipinto realizzato nel 2018, ha permesso una ricostruzione non solo storica, ma anche stilistica dell'artista.

## Storia
Francesco Cappella era nato a Venezia ed era stato alunno di Giovanni Battista Piazzetta che ne influenzò non poco l'arte e che lo lasciò emancipare molto tardi, poco si conosce infatti dei suoi primi lavori, che vengono quasi sempre assegnati al maestro. Il soprannome Daggiù nacque proprio nella bottega veneziana e venne per molto tempo confuso con il suo vero nome, fu infatti chiamato: Daggiù detto il Cappella. 
 Nel 1747 fu contattato da Giacomo Carrara fondatore dell'Accademia Carrara che era rimasto ben impressionato dai suoi lavori, per la realizzazione di alcune opere sul territorio bergamasco. Iniziò così una collaborazione con la terra di Bergamo che durò ben trent'anni, sia nella città che nelle chiese della provincia
Non è nota la commissione dell'opera che fu acquistata nel 1780 da un convento di Albino per essere posizionata sull'altare intitolato ai santi di Gorno, chiesa che era stata edificata nel 1767.  la tela è stata oggetto di un grande restauro a opera della Fondazione Credito Bergamasco nel 2018 con altri quattro lavori. 
Il quadro ha fatto parte della mostra tenutasi nel mese di maggio del 2018 presso il Palazzo del Credito Bergamasco dal titolo Gli eredi di Caravaggio, capolavori di luce in Bergamo, curata da Simone Facchinetti.

## Descrizione
La tela ha una conformazione molto particolare, innovativa, che la rende unica nel suo genere. I quattro santi sono uniti n un gruppo coeso nella preghiera e illuminati dalla luce bianca della Trinità, a forma di triangolo, che dal cielo si irradia su di loro rischiarandoli.
La tela ha un supporto differente dagli altri lavori dell'artista, forse venne utilizzata una tela di recupero preparata direttamente dal Capella. La tecnica pittorica scarsa di stesure di colore e mancante di cromie fece inizialmente pensare che fosse stata eseguita per uno stendando, ma l'essenzialità dei mezzi pittorici è probabilmente una scelta dell'artista che in uno spazio limitato lungo le due diagonali che si incontrano al centro fa scendere la luce della Trinità.
I santi sono disposti in una posa non convenzionale dalla intensa espressività: san Carlo Borromeo ha un volto carico d'espressione, come fosse una maschera, sant'Antonio pensoso regge con il fuoco con la destra mentre la sinistra impugna il bastone con il campanello, accanto a lui il maialino,  san Sebastiano dal fisico atletico, mentre san Rocco è prostrato in preghiera. La nota di colore rosso dell'abito del Borromeo che si contrappone al rosa luminoso di san Sebastiano fanno da contrapposizione ai colori scuri dei due santi in primo piano, rendendo la scena di un forte realismo. L'opera potrebbe avere una datazione del 1767 presentando un Capella maturo, che sa riprendere i lavori del Piazzetta proponendone una propria elaborazione.